# Eotmethis holanensis
Eotmethis holanensis är en insektsart som beskrevs av Zheng, Z. och Gow 1981. Eotmethis holanensis ingår i släktet Eotmethis och familjen Pamphagidae. Inga underarter finns listade i Catalogue of Life.